# Phaiomys leucurus
Phaiomys leucurus är en däggdjursart som först beskrevs av Edward Blyth 1863.  Phaiomys leucurus är ensam i släktet Phaiomys som ingår i familjen hamsterartade gnagare. Inga underarter finns listade i Catalogue of Life.

## Taxonomi
Angående artens taxonomiska position inom underfamiljen sorkar förekommer flera teorier. Phaiomys listades bland annat som undersläkte till åkersorkar (Microtus), till Pitymys (likaså omstritt släkte) eller till Neodon. Påfallande är den enkla konstruktionen av molarerna som Phaiomys leucurus delar med den utdöda arten Allophaiomys pliocaenicus som levde under pleistocen. Enligt olika studier av R. A. Martin från 1980- och 1990-talet borde de till och med listas i samma släkte. Däremot påpekades redan i den ursprungliga beskrivningen av Allophaiomys att det finns tydliga skillnader i skallens och käkens konstruktion mellan dessa två arter. Repenning (1992) hittade ytterligare avvikelser i arternas tanduppsättningar.
En annan zoolog (Hinton, 1926) framförde att artens skalle liknar mer jordsorkarnas (Arvicola) skalle och att den tidigare påstådda kopplingen till åkersorkar och Neodon är felaktig. Ett annat kännetecken som jordsorkar, Phaiomys och Allophaiomys delar med varandra är att molarerna saknar tandrot.

## Utseende
Arten blir 89 till 128 mm lång (huvud och bål), har en 26 till 35 mm lång svans och 16 till 19 mm långa bakfötter. På ovansidan förekommer gulbrun päls som blir ljusare på kroppens sidor och ljust gulgrå på buken. Svansen är täckt av gulbrun päls. Fram- och baktassar har på ovansidan gulvit päls. Liksom andra sorkar som gräver i marken har Phaiomys leucurus korta öron och långa klor.

## Utbredning och habitat
Denna sork förekommer i centrala Asien i västra Kina, Nepal och norra Indien (väster samt öster om Nepal). Arten vistas i bergstrakter och på högplatå som ligger cirka 4500 meter över havet. Den hittas vanligen på bergsängar nära vattendrag mellan klippor och ansamlingar av snö. Phaiomys leucurus lever även i tempererade skogar.

## Ekologi och status
Individerna är aktiva på dagen och gräver underjordiska bon som ofta ligger vid strandlinjen av en bäck eller en sjö. De kan även vila i bergssprickor. I tunnelsystemet lever en koloni tillsammans. En upphittad hona var dräktig med sju ungar.
Arten har ett stort utbredningsområde och antagligen ett större bestånd. Den listas av IUCN som livskraftig (LC).